# أحمد قعقع
أحمد قعقع لاعب كرة قدم جزائري من مواليد 21 ديسمبر 1994 بمدينة سطيف وهو يلعب في مركز الوسط .

## روابط خارجية
- أحمد قعقع على موقع قاعدة بيانات كرة القدم.إي يو (الإنجليزية)
- أحمد قعقع على موقع Soccerway.com (الإنجليزية)